# Bollington
Bollington è un paese di 7 095 abitanti della contea del Cheshire, in Inghilterra.